# Salamon király kalandjai
A Salamon király kalandjai 2017-ben bemutatott izrael–magyar 2D-és számítógépes animációs film, amelynek a rendezője Albert Hanan Kaminski, az írója Böszörményi Gyula, a producerei Temple Réka és Edna Kowarsky, a zeneszerzője Ady Cohen. A mozifilm a Cinemon Entertainment és Eden Productions gyártásában készült, a Vertigo Média forgalmazásában jelent meg. Műfaját tekintve történelmi film. 
Magyarországon 2017. szeptember 28-án mutatták be.

## Szereplők
| Szereplő | Magyar hang          |
| --- | -------------------- |
| Salamon | Nagy Ervin           |
| Tobi | Csőre Gábor          |
| Nama | Pálmai Anna          |
| Aszmodeusz | Schneider Zoltán     |
| Hadad | Csankó Zoltán        |
| Balkisz | Bogdányi Titanilla   |
| Szálim | Szacsvay László      |
| Jehoszafát | Harsányi Gábor       |
| Samir | Fodor Tamás          |
| Hannah | Szabó Éva            |
| Arub | Horváth Zsuzsa       |
| Gyík | Esztergályos Cecília |
| Sas | Papp János           |
| Teve | Schnell Ádám         |
| Bábjátékos | Takátsy Péter        |
| Axum | Kerekes József       |
| Hangya | Andrádi Zsanett      |
| Omár | Végh Péter           |
| További magyar hangok |                      |
| Bárány Virág, Bordás János, Dóka Andrea, Farkas Zita, Fehér Péter, Hannus Zoltán, Hegedüs Miklós, Kajtár Róbert, Kis-Kovács Luca, Lovas Dániel, Mohácsi Nóra, Téglás Judit |                      |